# 2020년 중국 홍수
2020년 중국 홍수는 2020년 5월 말부터 진행중인 중국 중남부 지역에 호우에 의해 발생한 대규모 홍수이다. 주요 피해 지역은 후난성, 장시성, 광시 좡족 자치구, 구이저우성, 쓰촨성, 후베이성, 충칭시, 안후이성, 저장성, 푸젠성, 윈난성이며, 이 중 안후이성과 장시성은 가장 피해가 심각한 지역이다. 1998년 홍수 이후 최악의 홍수이다.

## 피해 상황
중국에서 2020년 여름 들어 홍수로 인해 6,000만 명의 이재민이 발생되는 피해가 보고되는 것 외에도 2020년 베이루트 폭발 사고의 2배에 가까운 피해액인 30조원에 이른다고 중국 매체인 펑파이의 의견이 있었다. 그러나 금번 홍수가 6월부터 발생하여 부산광역시의 전체 인구수인 346만명이 수해를 입은 셈이며, 219명이 숨지거나 실종되었고, 충청권 전체 인구에 맞먹는 400만 6,000여명이 긴급 대피하였다. 금번에 중국에서 일어난 홍수로 인해 가옥 54,000여 채가 무너지는 등 직접적인 경제 손실액은 1,789억 6,000만 위안에 이르고 있어, 막대한 피해가 초래된 것으로 드러나고 있다.

## 같이 보기
- 2017년 중국 대홍수
- 2020년 7월 일본 호우
- 2020년 한반도 집중호우